# Transitorischer Garten
Ein Transitorischer Garten oder Temporärer Garten ist ein Garten, der von vornherein nur vorübergehend angelegt wird. Prinzipiell ist ein Garten mit seinen lebenden Bestandteilen zwar immer ein sich im Lauf der Jahreszeiten wandelndes, wachsendes und wieder vergehendes Werk, ein transitorischer Garten aber besteht bewusst und absichtlich nur für eine mehr oder weniger begrenzte Zeit.
Es ist jedoch oft kein Garten im traditionellen Sinn, sondern ein auf unterschiedlichste Weise mehr oder weniger intensiv begrünter Ort bzw. (Außen- oder Innen-)Raum. Dieser Ort oder Raum ist häufig auch gar nicht für eine dauerhafte Begrünung geeignet. Manchmal ist er selbst nur vorübergehend existent.

## Hintergrund
Die Veränderungen der modernen westlichen Gesellschaft in Richtung „Deregulierung“, „Flexibilisierung“, „Mobilisierung“, „Befristung“, „Zeitarbeit“, „Denken in Prozessen“, „just in time“ usw. bringt eine Zunahme temporärer Nutzungen von Orten und Räumen mit sich.
Dies spiegelt sich in der künstlerischen Reflexion als auch in den grünplanerischen Möglichkeiten wider, worauf die transitorischen Gärten eine der möglichen Antworten sind.
Der transitorische Charakter kann eine pragmatische Methode sein, Begrünungen überhaupt erst rechtlich zu ermöglichen (als „Ausnahme“, „Testprojekt“, „lieber vorübergehend als gar nicht“ o. ä.), oder die Vermittlung bzw. Akzeptanz von Kunst zu erhöhen („Gewöhnungseffekt“ oder Hoffen auf einen Meinungsumschwung, wenn das Objekt erst einmal da ist und wirkt): „Das nur vorübergehend auf der Straße gezeigte Werk überzeugt noch die größten Skeptiker. Man braucht ihnen nur zu sagen, dass sie nicht lange zu leiden haben werden.“ (Daniel Buren, 1997).

## Abgrenzung
- Meist versteht man unter dem Begriff „transitorische Gärten“ solche, die im Rahmen einer Kunstaktion im mehr oder weniger öffentlichen Raum entstehen, z. B. als Installation, Intervention. Seit Mitte der 1990er Jahre werden auch von Landschaftsplanern transitorische Begrünungsprojekte im öffentlichen Raum als „Zwischennutzung“ entworfen, sozusagen „wie der Nylonstrumpf als Keilriemenersatz“ dient, nicht selten ebenfalls in Form einer Kunstaktion. Häufig ist den transitorischen Gärten ein experimenteller oder provisorischer Charakter zu eigen. Provisorien können allerdings erfahrungsgemäß recht langlebig sein.

- Zunehmend gibt es auch private Gärten, die aus beruflichen, finanziellen oder anderen Gründen von vornherein nur befristet und provisorisch ausgestaltet sind. Ein altbekanntes Beispiel sind Kleingärten auf Bauerwartungsland. Auswirkungen kann dies verschiedene haben: Da keine Zeit für das Wachsenlassen ist, wird evtl. mit Rollrasen und Großpflanzen gearbeitet, die nicht frei im Boden wachsen, sondern in mobilen Pflanzgefäßen, so dass sie zu einem späteren Zeitpunkt wieder entfernt werden können. Oder der Garten wird nicht ausgefeilt gestaltet, sondern nur behelfsmäßig mit preiswerten, wenig langlebigen Materialien.
- Im weiteren Sinn sind auch Ausstellungsgärten (z. B. auf Gartenbauausstellungen oder einer Gartenmesse), wechselnde Schaugärten von Gärtnereien oder Gartencentern, transitorische Gärten.

In Abgrenzung zu saisonal wechselnder Bepflanzung (Fachbegriff „mobiles Grün“) sind transitorische Gärten
- entweder nur eine einmalige, nicht wiederkehrende Aktion,
- oder werden zwar mehr oder weniger regelmäßig, dann jedoch in völlig anderer Gestalt oder an einem anderen Ort angelegt.

Im Unterschied zu transitorischen Gärten ist Landart die künstlerische Bearbeitung eines bestehenden Gartens oder einer Landschaft.
Durch den buchstäblich vorübergehenden Charakter transitorischen Grüns ergeben sich Querverbindungen zum Spaziergang (Promenadologie) und anderen transitorischen Künsten, wie z. B. Theater. In letzterem ist der transitorische Charakter noch stärker, da das Werk im Moment seiner Vollendung auch schon verschwunden und so nicht mehr herstellbar ist.

## Beispiele transitorischer Gärten

### Bundesrepublik Deutschland
- „Transitorische Gärten“ im Tagebaurestloch Golpa-Nord (siehe auch: Ferropolis).
- „Jahrtausendfeld“ in Leipzig
- „zwischengrün“ in Leipzig, jährlich seit 2001
- „SET-OST“. Temporäre Installationen auf dem Gelände der EXPO 2000, Hannover
- „MachWas“ in Kassel, seit 1998 als „Werkhof“ aus der documenta urbana und seit 2006 als Stiftungsprojekt
- „Traumgärten“ bzw. „Stadtgärten“ in der Innenstadt von Oldenburg (Oldb.)

### Schweiz
- „Jardins de passage“, Lausanne